# Songiniszki
Songiniszki (lit. Sanginiškės) − wieś na Litwie, w gminie rejonowej Soleczniki, 5 km na północ od Ejszyszek, zamieszkana przez 12 ludzi. Przed II wojną światową w Polsce, w powiecie lidzkim województwa nowogródzkiego.